# Elaphoglossum cardenasii
Elaphoglossum cardenasii är en träjonväxtart som beskrevs av Wagner. Elaphoglossum cardenasii ingår i släktet Elaphoglossum och familjen Dryopteridaceae. Inga underarter finns listade.